# Pompeho choroba

Autozomálně recesivní typ dědičnosti: Pokud jsou oba rodiče přenašeči (bez nemoci), pak existuje pravděpodobnost 25 % narození zdravého potomka, 50 % přenašeče a 25 % nemocného potomka

Pompeho choroba (též glykogenóza typu II, GSD II, deficit kyselé maltázy) je vzácná choroba a autozomálně recesivní metabolická porucha, která poškozuje svalové a nervové buňky. Je způsobena mutací genu pro lysozomální kyselou α-1,4-glukosidázu (GAA neboli kyselou maltázu). Následkem deficitu nebo nedostatečné aktivity enzymu GAA dochází k akumulaci lysozomálního glykogenu v mnoha tkáních, především v kosterních svalech a u kojenců i v myokardu, v menší míře také v endotelu cévního systému, v centrální nervové soustavě (CNS) především v astrocytech, v játrech a ledvinách. To způsobuje progresivní svalovou slabost (myopatii), která postihuje různé tělní tkáně.
Rozlišují se dva typy onemocnění, a to infantilní (postihuje novorozence) a juvenilní + adultní (postihuje starší děti a dospělé). Nemoc je pojmenována podle nizozemského patologa J. C. Pompeho, který ji v roce 1932 popsal.